# Macierz Kalmana
Kryterium Kalmana (zapisane pod postacią macierzy Kalmana) – sposób badania sterowalności układu dynamicznego.
Pozwala odpowiedzieć na pytanie: „Czy można wpływać na dany układ liniowy przedstawiony jako układ równań różniczkowych?”. Kryterium to stosowane jest w robotyce i stanowi pierwszy krok na drodze wyznaczenia sterowania. Jeśli nie jest spełnione, to obliczenia zostają przerwane. W przeciwnym wypadku otrzymuje się informację, że stan danego układu można dowolnie zmieniać.
Alternatywą kryterium Kalmana jest np. kryterium Hautusa oraz warunek na odwracalność macierzy Grama.

## Twierdzenie
Układ automatyki przedstawiany jest jako „czarna skrzynka”, do której na wejście podawany jest sygnał sterujący, na wyjściu otrzymuje się sygnał wyjściowy, a wewnątrz panuje pewien stan układu. Układ taki zapisać można jako:
{\displaystyle \left\{{{\frac {dx}{dt}}=Ax+Bu \atop y=Cx}\right.,}
gdzie:
{\displaystyle A} – macierz stanu,
{\displaystyle B} – macierz wejść (sterowania),
{\displaystyle C} – macierz wyjść,
{\displaystyle u} – sygnał sterujący,
{\displaystyle y} – sygnał wyjściowy,
{\displaystyle x} – stan układu.
Kryterium Kalmana pozwala odpowiedzieć na pytanie czy taki układ może zmieniać dowolnie swój stan wewnętrzny, a tym samym swoje wyjście. Jednym ze sposobów rozwiązania kryterium jest skonstruowanie macierzy Kalmana, w postaci: {\displaystyle \Omega ={\begin{bmatrix}B&AB&...&A^{n-1}B\end{bmatrix}},} będącej macierzą kwadratową oraz sprawdzenie czy wyznacznik macierzy jest równy 0.
Jeśli {\displaystyle \det(\Omega )=0,} to układ jest niesterowalny, w przeciwnym przypadku – sterowalny.

### Przykład
{\displaystyle {\frac {dx}{dt}}={\begin{bmatrix}1&0\\0&1\end{bmatrix}}x+{\begin{bmatrix}1\\0\end{bmatrix}}u}
{\displaystyle \Omega ={\begin{bmatrix}1&1\\0&0\end{bmatrix}}}
Wyznacznik macierzy {\displaystyle \Omega } wynosi 0, dlatego też układ ten jest niesterowalny. Podany przykład można także przedstawić w postaci układu równań:
{\displaystyle {\frac {dx_{1}}{dt}}=x_{1}+u_{1},}
{\displaystyle {\frac {dx_{2}}{dt}}=x_{2}.}
Jak z tego wynika sygnał sterujący może wpływać jedynie na szybkość zmian {\displaystyle x_{1}.} Nie ma możliwości zmiany wartości {\displaystyle x_{2}.}